# Le cameriere
Pour plus de détails, voir Fiche technique et Distribution.
Le cameriere est une comédie italienne réalisée par Carlo Ludovico Bragaglia et sortie en 1959.

## Synopsis
Gabriella travaille comme serveuse dans une luxueuse villa. Les ennuis commencent pour elle lorsqu'un voleur dérobe le sac à main en or de sa maîtresse dans une boîte de nuit. Elle est mise en prison et, pour ne pas compromettre sa carrière et sa relation avec son petit ami, ses amies et collègues décident de l'aider en menant des recherches avec des avocats et des play-boys ; après diverses péripéties, elles parviennent à retrouver le voleur et à le faire arrêter.

## Fiche technique
- Titre original italien : Le cameriere[1]
- Réalisation : Carlo Ludovico Bragaglia
- Scénario : Sandro Continenza, Gianni Puccini, Carlo Romano, Dino Verde (it)
- Photographie : Tonino Delli Colli
- Montage : Gabriele Varriale
- Musique : Riccardo Vantellini (it), Carlo Innocenzi
- Production : Giorgio Agliani, Gino Mordini
- Société de production : Produzioni Associate Agliani-Mordini
- Pays de production : Italie
- Langue originale : italien
- Format : Noir et blanc - Son mono - 35 mm
- Genre : comédie
- Durée : 93 minutes
- Dates de sortie : 
  - Italie : 14 juin 1959

## Distribution
- Giovanna Ralli : Virginie
- Valeria Moriconi : Gabriella Calcinetto
- Xenia Valderi : Mlle Giraud
- Sergio Raimondi : Armando
- Andrea Checchi : l'avocat Arnaldo Guglielmi
- Yvette Masson : Jacqueline
- Marina Malfatti : Venerina
- Giovanna Avena : Monica
- Aroldo Tieri : comptable
- Ugo Tognazzi : Mario
- Carlo Romano : oncle de Monica
- Tiberio Murgia : Rosario
- Roberto Paoletti : commissaire
- María Badmajew : femme étrangère
- Carlo Sposito : figurant à Cinecittà
- Carlo Giuffré : agent de sécurité publique
- Marcello Paolini : Marco Marangoni
- Arturo Bragaglia : brigadier
- Ignazio Leone : Pasquale
- Daniele Vargas : baryton Marini
- Sandro Pistolini : Federico
- Vittoria Santonocito : Graziella
- Anna Campori : Signora Marini
- Renato Terra : garagiste
- Mario Meniconi : vice officier
- Carlo Lombardi : colonel
- Pina Renzi : diseuse de bonne aventure
- Liana Del Balzo : princesse